# 常州市基督教堂
31°46′45.16″N 119°57′30.45″E / 31.7792111°N 119.9584583°E

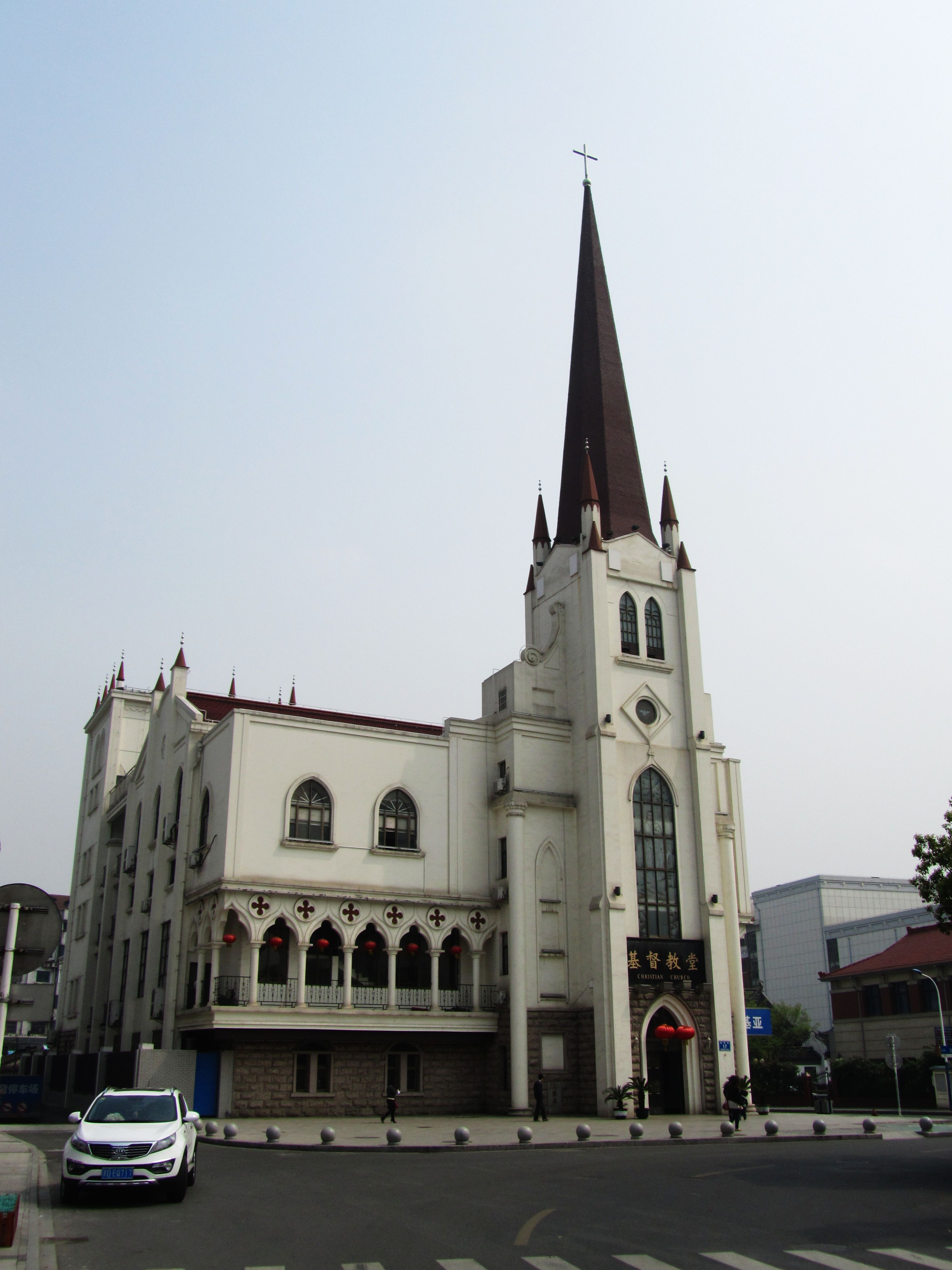
常州市基督教堂正面，攝於2012年4月

常州市基督教堂，原名恺乐堂，位于江苏省常州市钟楼区文化宫广场西北侧、县学街9号的一处前监理会教堂，最初由美国传教士霍约翰筹建于1916年，因建造费用募捐自其连襟，故为纪念其妻妹恺乐格而将教堂命名为恺乐堂。建筑建成后为监理会常东牧区的中心教堂，可容纳500人，1958年改为今名。因信徒增多，原建筑狭小拥挤，2002年7月至2004年3月于原址修建新堂，建筑采用哥特式建筑风格，设有高48米的钟楼，可容纳1300人。

## 图集

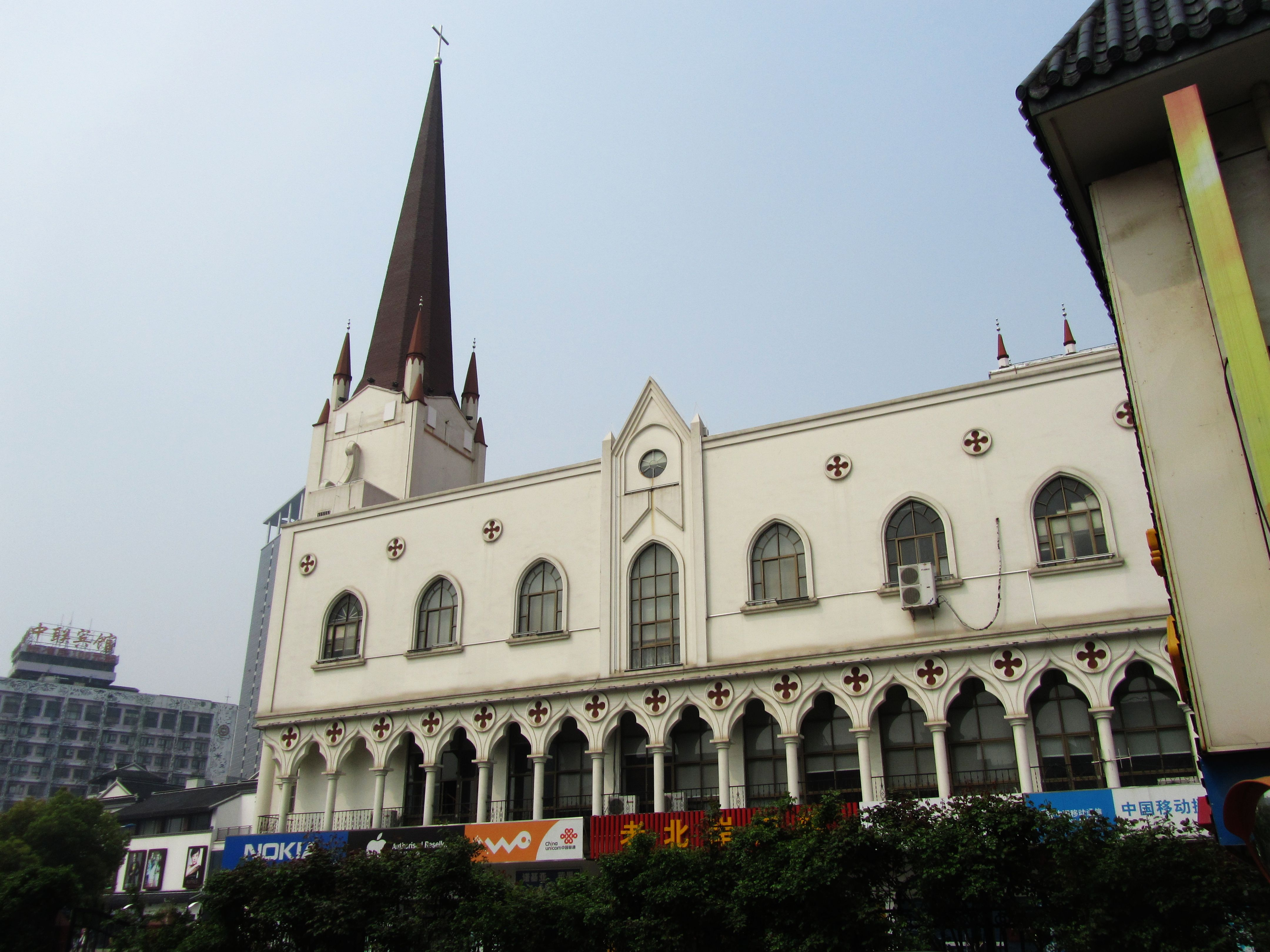
教堂侧面
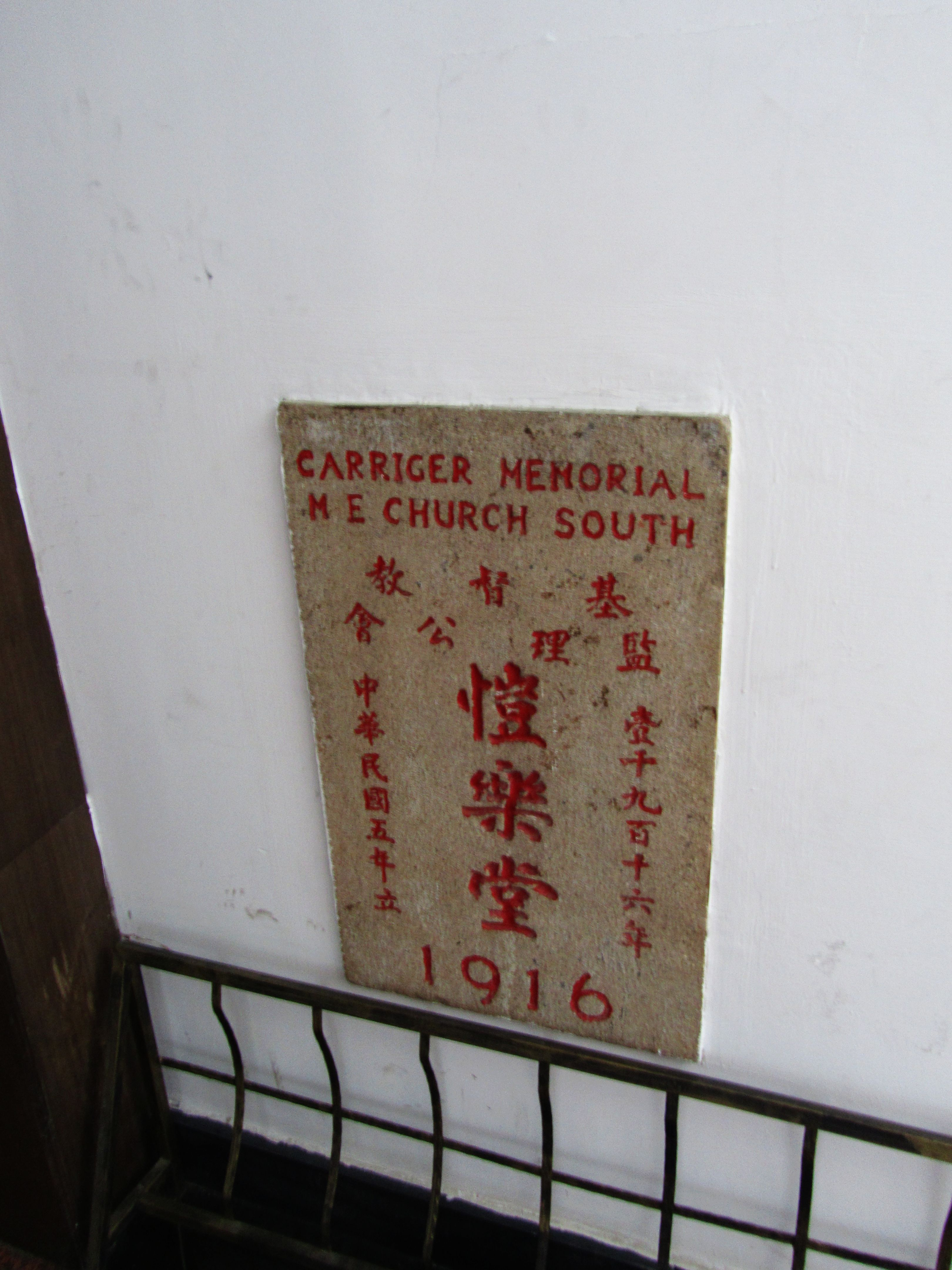
原恺乐堂奠基碑
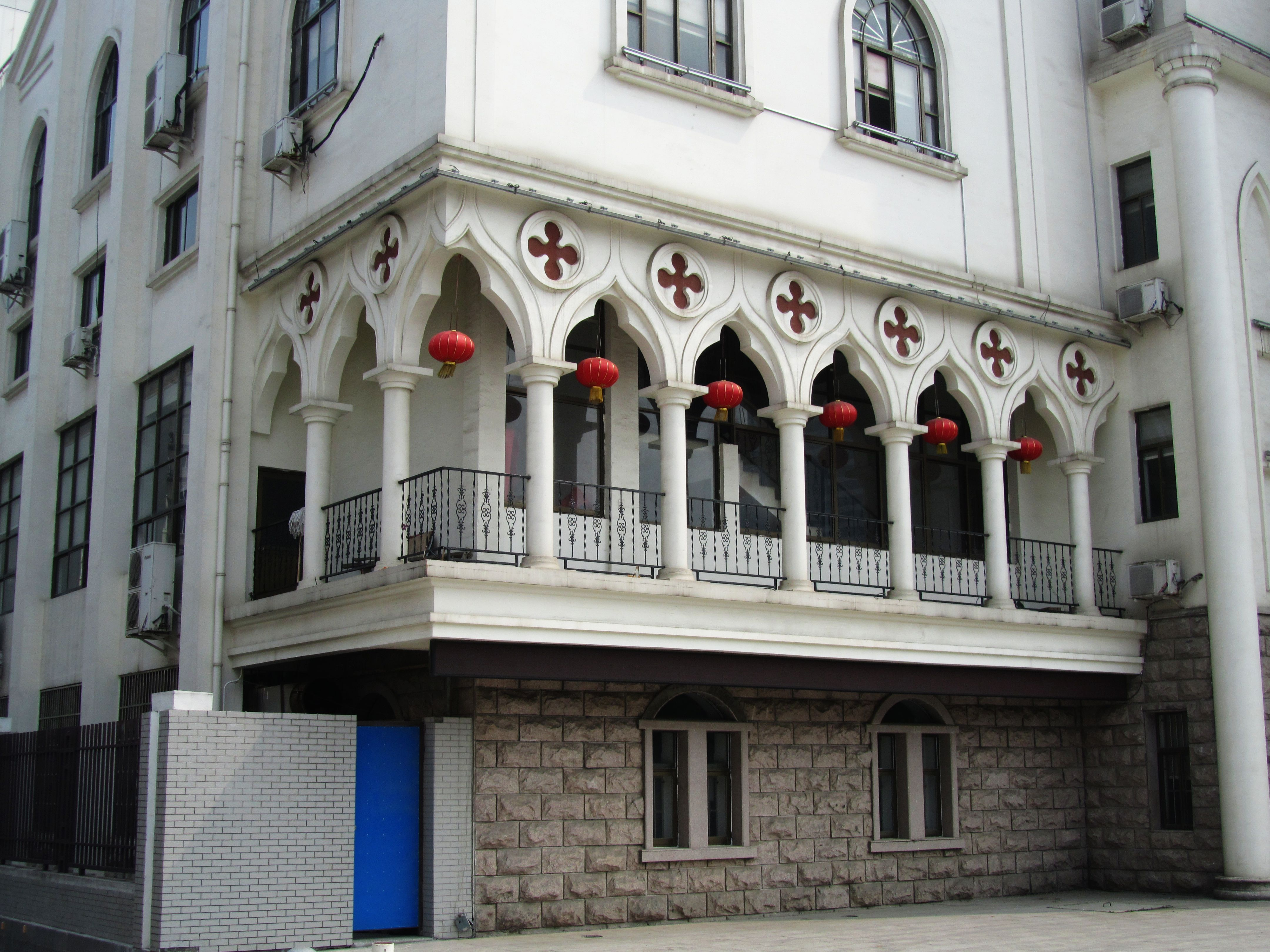
教堂局部